# Waldemar Titzenthaler

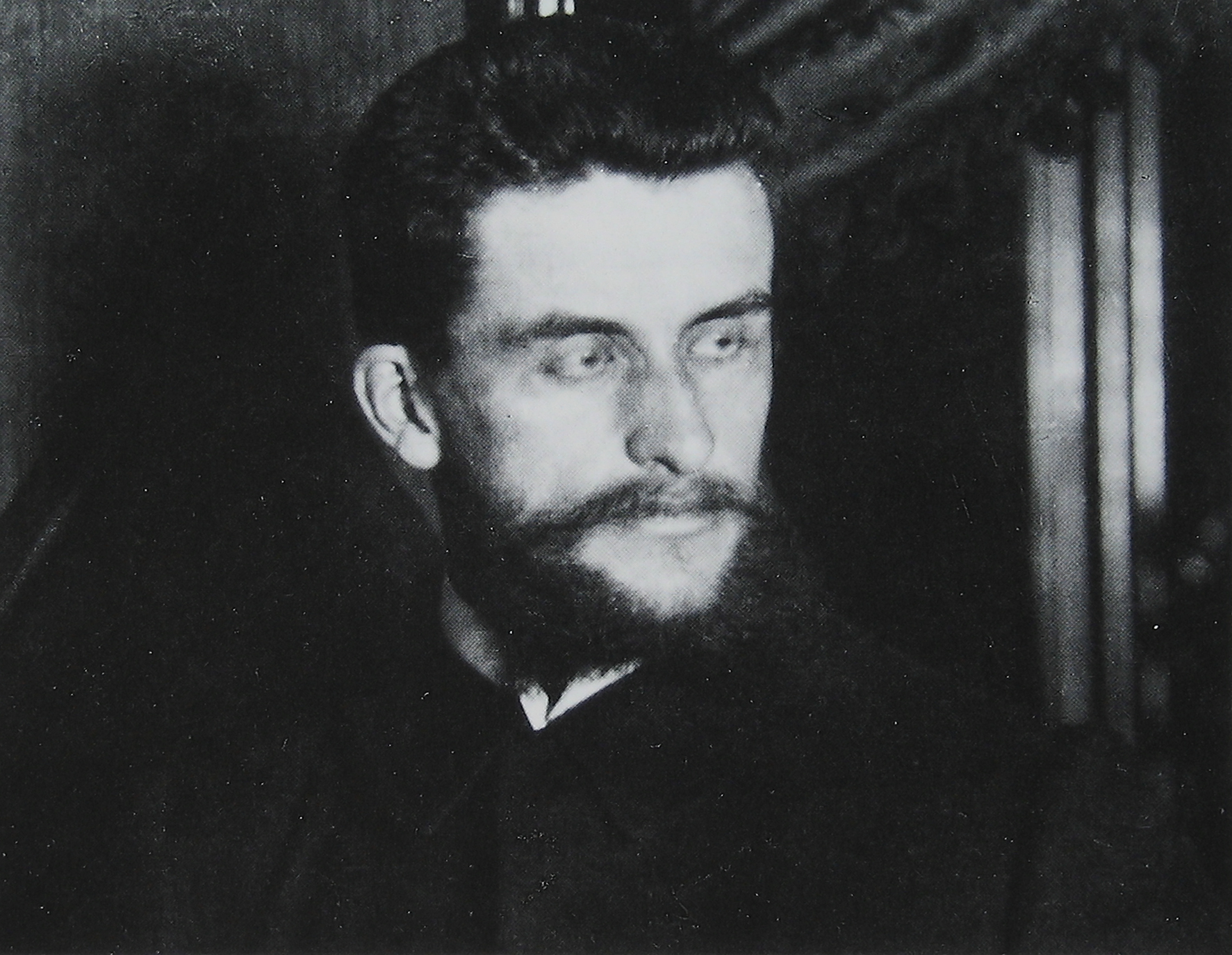
Waldemar Titzenthaler, um 1900

Waldemar Franz Hermann Titzenthaler (* 19. August 1869 in Laibach, Österreich-Ungarn; † 7. März 1937 in Berlin) war ein deutscher Fotograf. Der radikale Antisemit begrüßte die Machtergreifung der NSDAP.

## Leben

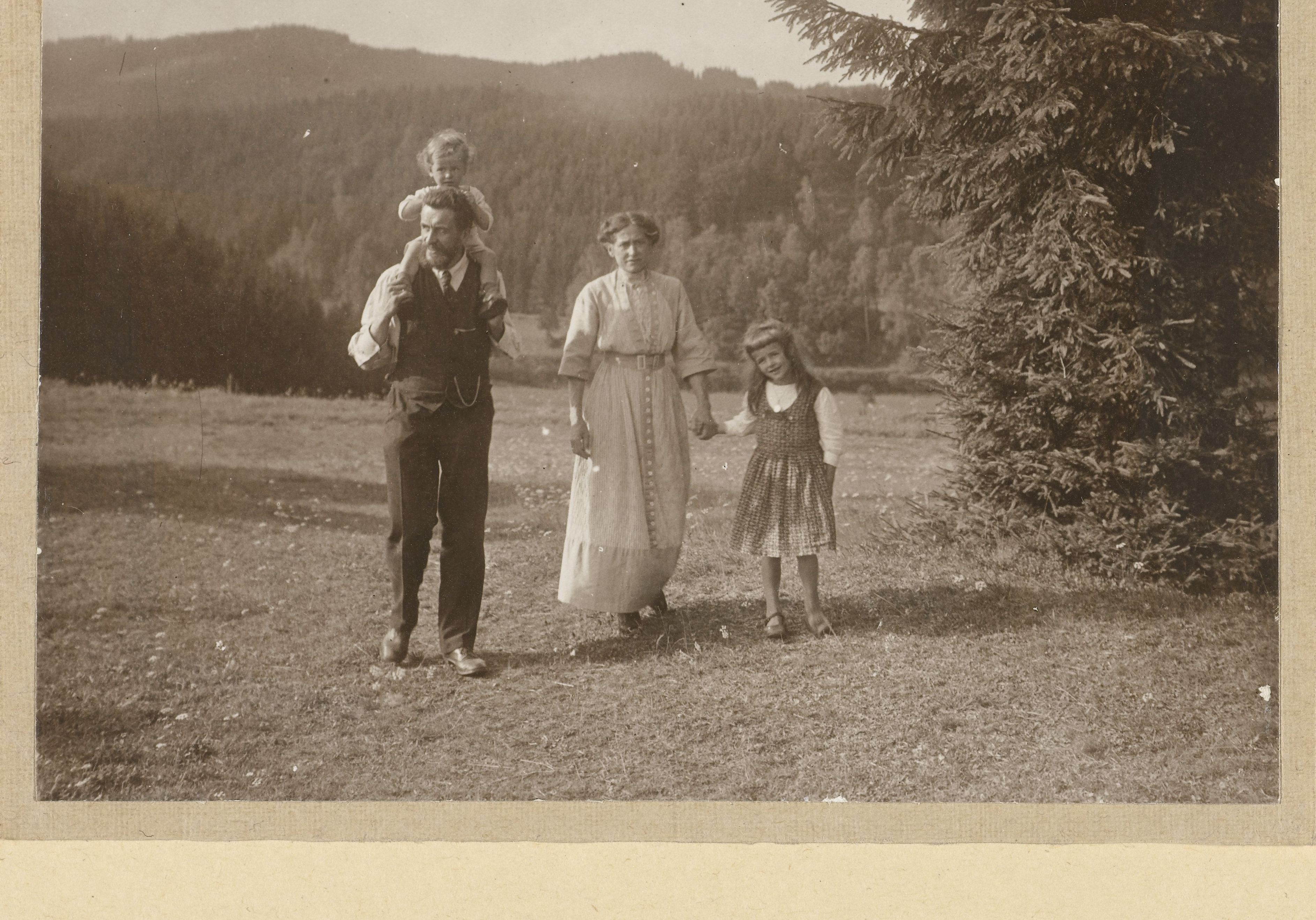
Waldemar Titzenthaler mit Olga und den Kindern Marba und Eckart, 1917

Waldemar Titzenthaler wurde als Sohn des großherzoglich-oldenburgischen Hoffotografen Franz Hermann Titzenthaler aus dessen zweiter Ehe mit Hermine geb. Haugk geboren. In den Jahren 1886 bis 1889 absolvierte er eine Lehre zum Fotografen bei Karl Friedrich Wunder in Hannover. Nach Aufenthalten in Oldenburg (Oldenburg), Hannover, Berchtesgaden, Leipzig, Lausanne und Königsberg zog er schließlich 1896 nach Berlin, wo er eine Fotografenstelle bei der Firma Zander & Labisch antrat, die vor allem für die Berliner Illustrirte Zeitung tätig war. 1897 machte er sich mit einem eigenen Fotostudio selbständig und wurde bald zu einem der ersten deutschen Werbefotografen, zu dessen Kunden wichtige Berliner Unternehmen zählten.
Von 1901 an war er Mitglied der Freien Photographischen Vereinigung zu Berlin und von 1907 bis 1911 Vorsitzender des Photographischen Vereins zu Berlin, dessen Mitglieder ihn später zum Ehrenmeister ihrer Innung ernannten. Ab 1910 diente er Gerichten und von 1912 an auch der Berliner Handelskammer als vereidigter Sachverständiger in fotografischen Fragen.
Von 1912 bis 1931 war Titzenthaler für die beim Ullstein Verlag erscheinende Zeitschrift Die Dame tätig und hielt in dieser Funktion unter anderem die Wohnungen bekannter Schauspieler, Sänger, Regisseure und Architekten im Bild fest. Seit 1934 wohnte er in Berlin-Lichterfelde.

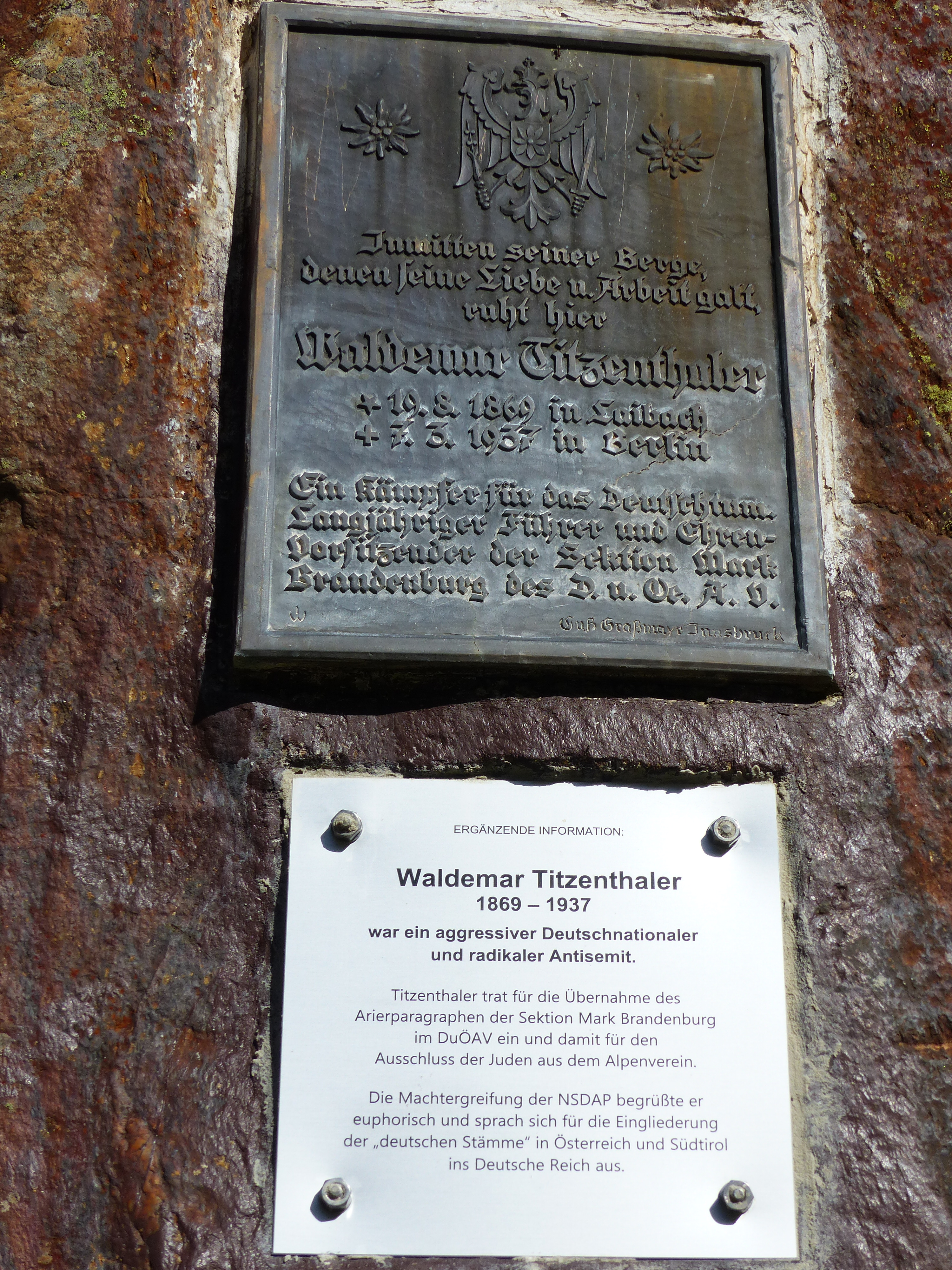
Früheres Urnengrab Titzenthalers im Rofental (2019)

Von 1922 bis 1930 war Titzenthaler zudem Vorsitzender der Berliner Sektion Mark Brandenburg des Deutschen und Österreichischen Alpenvereins. Als Verfechter deutsch-nationaler Ideologie fiel er hier durch radikalen Antisemitismus auf. Zusammen mit dem Vorsitzenden der Wiener Sektion Austria, Eduard Pichl, setzte sich Titzenthaler für die Einführung des Arierparagraphen beim DuÖAV und den Ausschluss der Sektion Donauland ein.
Die Machtergreifung der NSDAP begrüßte er euphorisch und sprach sich für die Eingliederung der „deutschen Stämme“ in Österreich und Südtirol ins Deutsche Reich aus. Im Jahr 2003 wurde deshalb der nach Titzenthaler benannte Bergweg zum Hochjoch-Hospiz im hintersten Ötztal in Cyprian-Granbichler-Gedenkweg umbenannt. Das am Weg gelegene Urnengrab Titzenthalers wurde 2014 von DAV und ÖAV mit einer erklärenden Zusatztafel ergänzt, die aber von unbekannten Tätern mehrfach zerstört wurde. Im Frühsommer 2020 wurden auch Grabplatte und Urne entfernt.

## Die Sammlung Waldemar Titzenthaler
Titzenthalers Witwe konnte einen Teil seines Fotoarchivs durch den Zweiten Weltkrieg retten. In den frühen 1950er Jahren wurden die erhalten gebliebenen, aus den Jahren 1896 bis 1920 stammenden Fotoplatten vom Landesarchiv Berlin erworben und werden heute von diesem erhalten. Im Ofen- und Keramikmuseum Velten kann man ebenfalls Fotografien von ihm besichtigen. Unter seinen Fotografien gibt es besonders viele, die Berlin der letzten Jahre des 19. und des Anfangs des 20. Jahrhunderts zeigen.

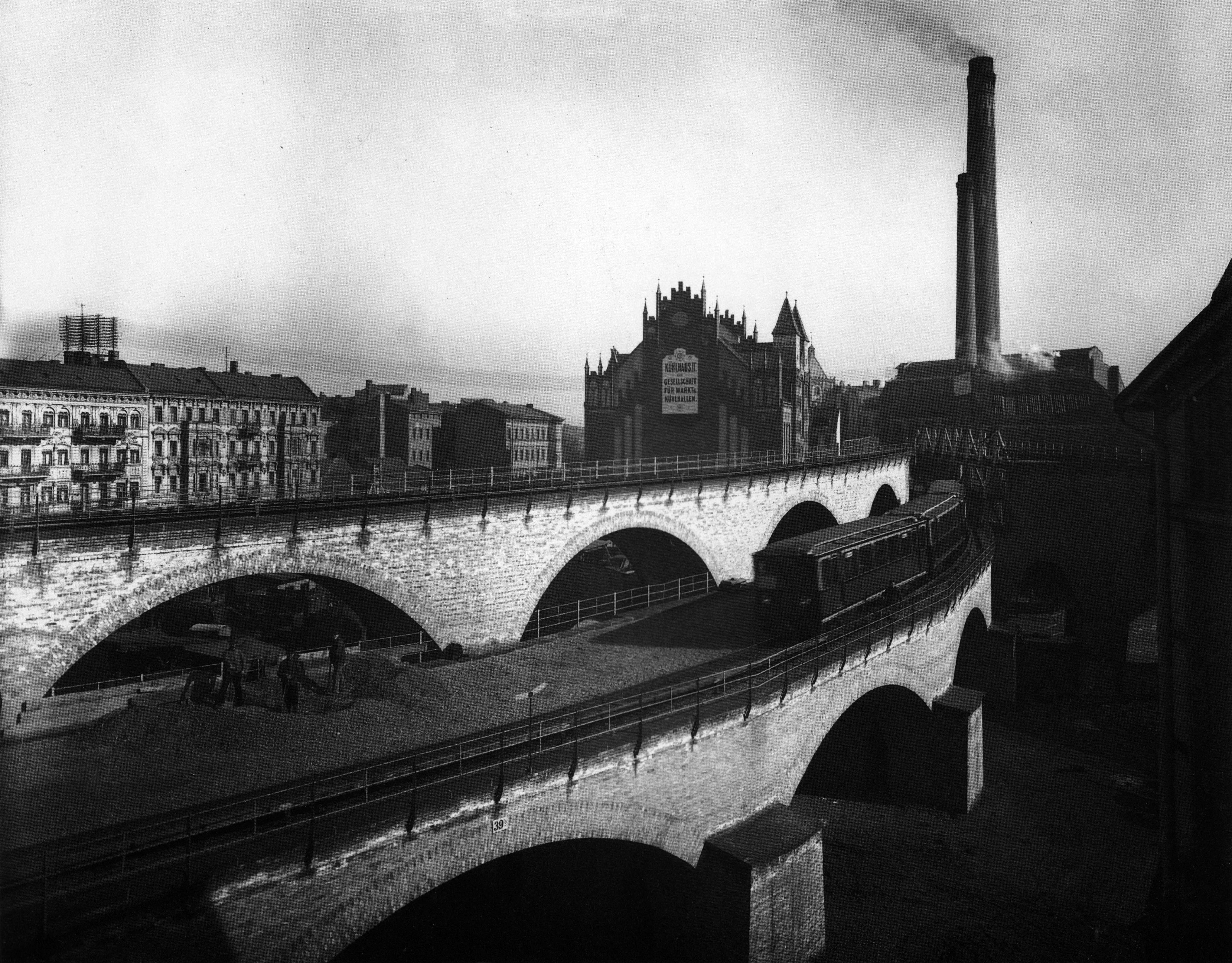
Gleisdreieck in Berlin (1902)
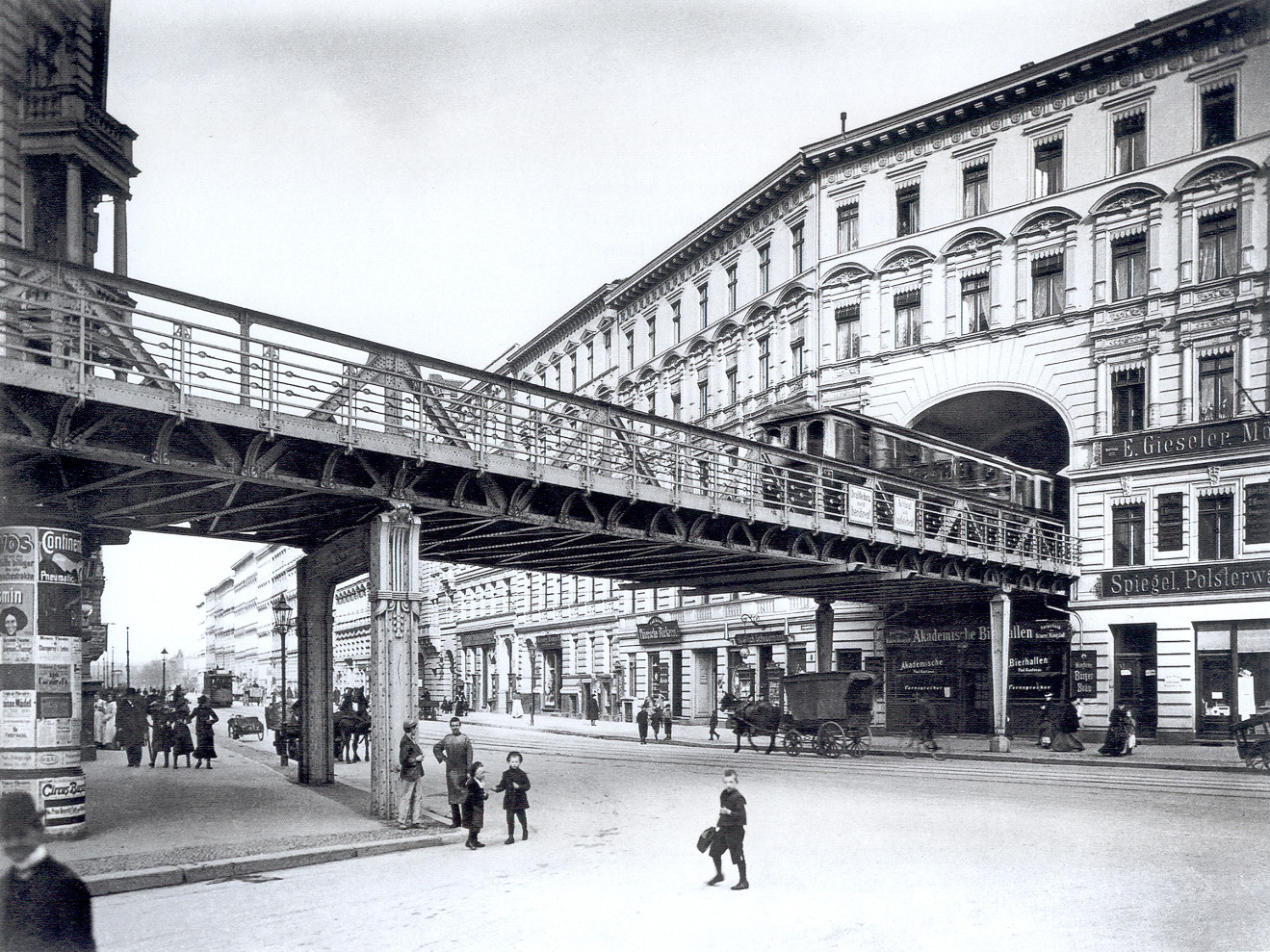
U-Bahndurchfahrt in der Berliner Dennewitzstraße (1905)
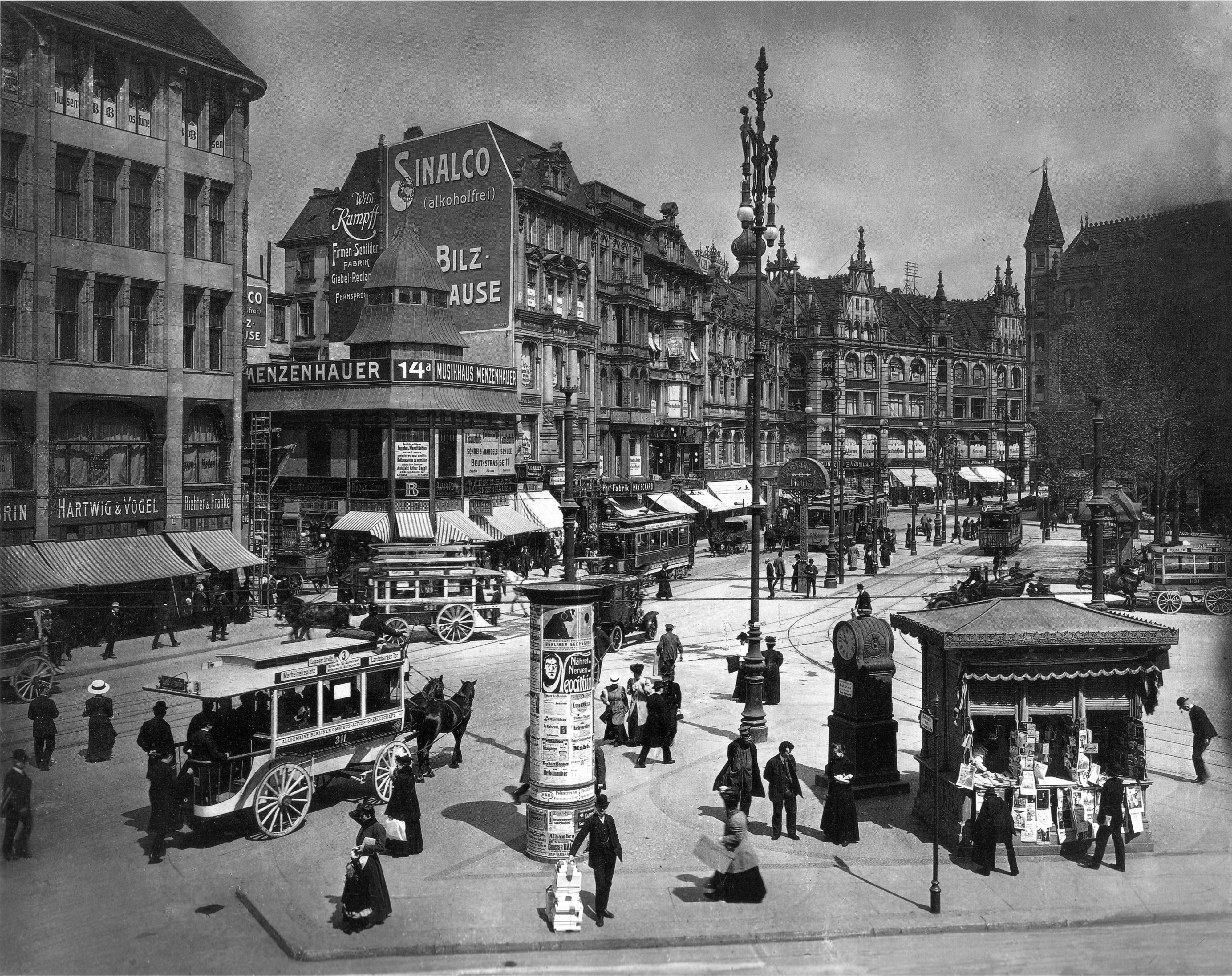
Der Spittelmarkt in Berlin (1909)
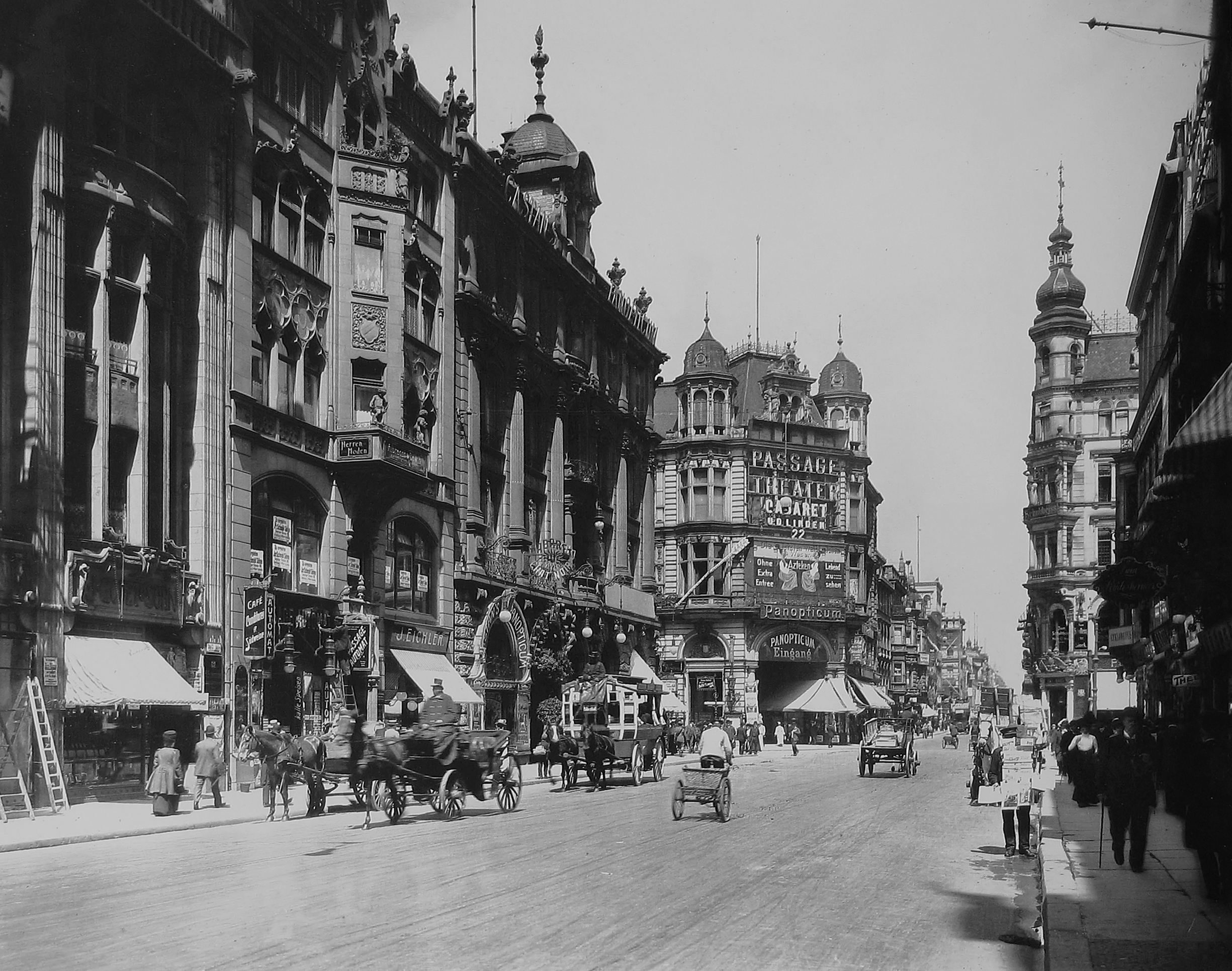
Die Friedrichstraße in Berlin (1909)

## Ausstellungen
- Fotografien von Waldemar Titzenthaler: Unterwegs in Deutschland und Europa vom 17. Oktober 2008 bis 27. Februar 2009 im Landesarchiv Berlin
- Titzenthaler – Vier Fotografen, Drei Generationen – 100 Jahre Fotografie, vom 29. Juni bis 21. September 2008 im Landesmuseum für Kunst und Kulturgeschichte Oldenburg
- Ausstellung Schwesternschaftsjahre 1875 bis heute der DRK-Schwesternschaft Berlin in den DRK-Kliniken Westend mit einer Sammlung von Aufnahmen Titzenthalers, der Schwestern und Veteranen des Ersten Weltkrieges fotografierte[10]